# كوينتون جاكوبس
كوينتون جاكوبس Quinton Jacobs، من مواليد 21 يناير 1979 في وندهوك في ناميبيا، لاعب كرة قدم ناميبي.
بدأ مسيرته الكروية مع نادي بلاك أفريكا في عام 1997، ولعب معهم حتى عام 1999، وفي موسم 1999/2000 انتقل إلى نادي باتريك ثيستل، ولعب معهم 27 مباراة وسجل 3 أهداف، وفي موسم 2000/2001 انتقل إلى نادي دويسبورغ الألماني ولكنه قضى الفترة كلها بالجلوس على مقاعد الاحتياط، وفي سنة 2001 انتقل إلى نادي بلاك ليوباردس، ولعب معهم حتى عام 2003، وفي موسم 2003/2004 انتقل إلى نادي سيفيكس الجنوب أفريقي، وفي موسم 2004/2005 انتقل إلى نادي رامبلرز، وفي موسم 2005/2006 انتقل إلى نادي أياكس كيب تاون الجنوب أفريقي، ومنذ عام 2006 وهو يلعب مع نادي برني.
و هو يلعب مع منتخب ناميببا لكرة القدم.

## روابط خارجية
- كوينتون جاكوبس على موقع الاتحاد الدولي (مؤرشف)  (الإنجليزية)
- كوينتون جاكوبس على موقع قاعدة بيانات كرة القدم.إي يو (الإنجليزية)
- كوينتون جاكوبس على موقع بيانات كرة القدم. دي إي (الألمانية)
- كوينتون جاكوبس على موقع ناشيونال فوتبول تيمز (الإنجليزية)
- كوينتون جاكوبس على موقع Soccerbase.com (لاعب) (الإنجليزية)
- كوينتون جاكوبس على موقع Soccerway.com (الإنجليزية)
- كوينتون جاكوبس على موقع عالم كرة القدم.نت (الإنجليزية)
- كوينتون جاكوبس على موقع كووورة